# Едвардув (Рицький повіт)
Едвардув (пол. Edwardów) — село в Польщі, у гміні Рики Рицького повіту Люблінського воєводства.
Населення — 110 осіб (2011).
У 1975-1998 роках село належало до Люблінського воєводства.

## Демографія
Демографічна структура станом на 31 березня 2011 року:
|          | Загалом | Допрацездатний вік | Працездатний вік | Постпрацездатний вік |
| -------- | ------- | ------------------ | ---------------- | -------------------- |
| Чоловіки | 59      | 13                 | 37               | 9                    |
| Жінки    | 51      | 10                 | 23               | 18                   |
| Разом    | 110     | 23                 | 60               | 27                   |